# Magnistipula cupheiflora
Espèce
Synonymes
- Hirtella cupheiflora (Mildbr.) Mildbr. ex A.Chev.[1]
- Magnistipula cupheiflora subsp. cupheiflora[1]

Magnistipula cupheiflora Mildbr. est une espèce de plantes à fleurs de la famille des Chrysobalanaceae et du genre Magnistipula. C'est un arbre présent en Afrique tropicale.

## Liste des sous-espèces et variétés
Selon Catalogue of Life (7 février 2018) :
- Magnistipula cupheiflora subsp. cupheiflora
- Magnistipula cupheiflora subsp. leonensis

Selon Tropicos (7 février 2018) (Attention liste brute contenant possiblement des synonymes) :
- Magnistipula cupheiflora subsp. cupheiflora
- Magnistipula cupheiflora subsp. leonensis F. White
- Magnistipula cupheiflora var. leonensis F. White

## Distribution
Le premier spécimen a été découvert par Mildbraed, en fleurs, le 25 février 1914 près de Nanga-Eboko, au centre du Cameroun.
L'espèce a été observée au Cameroun et au Gabon, la sous-espèce leonensis en Sierra Leone.